# Institut indien d'astrophysique
Pour les articles homonymes, voir IIA.
L'Institut indien d'astrophysique ou IIA (Indian Institute of Astrophysics) est un institut de recherche spécialisé dans les domaines de l'astronomie et de l'astrophysique dont le siège est situé à Bangalore. C'est le principal organisme de recherche dans ce domaine en Inde. 

## Historique
L'institut est créé en 1786 à Madras. L'observatoire est déplacé à Kodaikanal en 1899. En 1971 l'observatoire de Kodaikanal devient une société autonome, l'Institut indien d'astrophysique. Le siège de l'institut est déplacé à Bangalore en 1975. L'institut est financé aujourd'hui par le département des sciences et des technologies.

## Instruments
L'institut, dont le siège et le campus est à Bangalore, gère plusieurs observatoires sur le territoire national :
- L'Observatoire solaire de Kodaikanal est depuis un siècle le principal site d'observation du Soleil et d'étude de la physique atmosphérique.
- Observatoire Vainu Bappu à Kavalur est le principal observatoire optique depuis la fin des années 1960. Le principal télescope dispose d'un miroir primaire de 2,34 mètres de diamètre.
- Observatoire radio de Gauribidanur dispose d'un radiotélescope décamétrique.
- Observatoire indien astronomique situé à Hanle dans le Sud-Est du Ladakh dispose depuis 2001 d'un télescope optique de 2 mètres. Le site dispose également de l'observatoire HAGAR (High Energy Gamma Ray) composé de sept détecteurs Tcherenkov pour l'observation du rayonnement gamma.

## Réalisations
L'institut a développé le télescope ultraviolet équipant le télescope spatial indien Astrosat. Il participe à la construction du télescope optique de 30 mètres TMT. 